# Begonia sinuata
Begonia sinuata là một loài thực vật có hoa trong họ Thu hải đường. Loài này được Wall. ex Meisn. mô tả khoa học đầu tiên năm 1836.
Begonia sinuata var. helferi được gọi là cây lá méo.